# Carreghofa
Carreghofa är en community i Storbritannien.   Den ligger i kommunen Powys och riksdelen Wales, i den södra delen av landet, 240 km nordväst om huvudstaden London.
Den största byn i Carreghofa är walesiska delen av byn Llanymynech (som i övrigt ligger i England).